# Зубожіле королівство
«Зубо́жіле королі́вство» (рос. Захудалое королевство) — радянський чорно-білий односерійний художній телефільм-мюзикл 1967 року режисера Гліба Селяніна за мотивами «Бешкетних казок» чеського письменника Йозефа Лади. 1978 року вийшов його кольоровий двосерійний фільм-ремейк. Назва телефільму запозичена в останньої казки зі збірки Йозефа Лади — «Зубожіле королівство», а в основу сценарію покладено синтез двох інших казок звідти ж — «Чарівне яблучко» і «Хоробра принцеса».

## Сюжет
У пеклі бракує грішників. Тому Люцифер посилає свого помічника Вельзевула добути хоч одного в зубожілому королівстві, що отримало свою назву через те, що його правитель, король Антонін Матей XXIII, тільки і робить, що запускає повітряного змія або грає в доміно з фрейліною і сторожем. Його 17-річна дочка Маня не займається гімнастикою, не вчиться і не слухає свого вчителя Коклюша, а постійно показує йому язика або підкладає кнопки на стілець. У ній Вельзевул і знаходить нову грішницю.
За Манею також спостерігає справедливий чарівник, дід Габадей. Щоб покарати її, він начаровує їй на чоло коров'ячий ріг до тих пір, поки вона не виправиться у своїй поведінці. Мані нічого не залишається, як почати виправлятися, а Антонін Матей, своєю чергою, призначає нагороду в пів царства і принцесу в дружини тому, хто її вилікує.
Тим часом до діда Габадея звертається вдова Бартачкова з села Сислова, щоб він допоміг її дозвільному синові Гонзі, який цілими днями тільки лежить на печі й їсть, але в душі дуже добра людина. Дід Габадей дає Гонзі яблуко, щоб він відніс його принцесі Мані. Коли вона з'їсть яблуко, то ріг у неї відразу відвалиться, а Гонза одружиться з нею і отримає ще й пів царства на додачу. Таким чином, можна допомогти Гонзі і нагородити Маню за старання.
Однак по дорозі в королівський замок Гонзу за допомогою заклинання зачаровує Вельзевул — замість того, щоб прийти до столиці королівства, Гонза повертається додому. Зайшовши до матері в хлів, він випадково показує яблуко перед носом у Красуні — єдиної корови сім'ї Бартачкових, і та, природно, з'їдає його. В цей же момент у неї відвалюється ріг.
Гонза знову йде до діда Габадея за допомогою. Посміявшись від душі, останній дає йому ще два яблука: жовте — для корови, щоб ріг виріс (бо вона сама руда), а червоне — для принцеси, щоб ріг відвалився (бо вона теж рум'яна). На цей раз Гонза вирушає до королівського замку разом зі своїм приятелем Ярабачеком. Переодягнувшись у вчених медиків, вони спочатку заходять в трактир, а потім потрапляють у королівський палац з метою вилікувати принцесу. Але в цей момент Вельзевул застосовує заклинання, щоб поміняти місцями колір яблук. Коли Маня з'їла яблуко, призначене для Красуні, у неї виріс другий ріг.
Гонза, який ледве втік з палацу, вчергове вирушає до діда Габадея. Тому вже не до сміху, тому що він вже два рази хотів було піти в іншу казку, але все не може через цю історію з рогами. До того ж у нього (тобто Габадея) закінчилися всі яблука. На цей раз він дає Гонзі чарівну кашу, яка повинна додати йому трохи розуму, щоб він сам зміг придумати, як виплутатися з ситуації, що склалася — принцеса з двома рогами, а корова з одним. З'ївши кашу, Гонза розуміє, що нести жовте (тобто насправді червоне) яблуко корові не можна, і тому треба знову вирушати в королівський замок. Щоб його там не впізнали після минулого візиту, Гонза наймається помічником у королівського кухара Дуршлага і готує принцесі пончики з начинкою з яблука, що залишилось. Маня з'їдає їх, і обидва роги відвалюються. З радості вона бажає познайомитися зі своїм рятівником. Однак в цей момент Гонзу викрадає Вельзевул, який випадково переплутав його з Дуршлагом, в якому Люцифер сам побачив грішника і наказав притягти до пекла.
Після такої грубої помилки з безгрішною людиною Люцифер розжалує Вельзевула зі старшого чорта («оберчорта») в самого простого, але повернути Гонзу назад на Землю не може, тому що, що в пекло попало, то пропало. Врятувати його з пекла може тепер тільки інша, безгрішна і смілива людина. Маня дізнається, де її рятівник, і вирушає за ним в пекло, але спочатку заходить за порадами до сестри діда Габадея — Канімуре, що володіє спеціальними книгами на цю тему.
У пеклі Люцифер погоджується віддати Мані Гонзу, якщо вона загадає йому три загадки, і він жодну з них не відгадає. Якщо ж відгадає хоч одну, то тоді і вона повинна буде залишитися в пеклі. Тоді Маня загадує його пекельній величності три загадки на кмітливість — фруктову, лісову і транспортну, жодну з яких йому не вдається відгадати, і тому він мимоволі змушений відпустити обох безгрішників на волю (особливо після того, як принцеса пригрозила йому самбо). Щасливі, Маня і Гонза повернулися додому і одружилися, а дід Габадей нарешті таки зміг піти в іншу казку.

## У ролях

### Версія 1967 року
- Михайло Девяткин —  король
- Ольга Волкова —  принцеса Маня
- Юрій Овсянко —  Гонза
- Зінаїда Афанасенко —  мати Гонзи
- Георгій Колосов —  дід Габадей
- Глікерія Богданова-Чеснокова —  Канімура, його сестра
- Євгенія Назарова —  фрейліна
- Ізіль Заблудовський —  доктор Коклюш
- Сергій Боярський —  Люцифер
- Герман Лупекін —  Вельзевул
- Олександр Анісімов —  пан Дуршлаг, королівський кухар
- Світлана Мазовецька —  епізод
- Юрій Оськін —  епізод
- Артисти ленінградських театрів
- Студенти музичного училища імені Римського-Корсакова

### Версія 1978 року
- Лев Лемке —  король Антонін Матей XXIII
- Тетяна Кудрявцева —  принцеса Маня, його дочка
- Валерій Дегтяр —  Гонза Бартачков з села Сислова
- Світлана Карпінська —  вдова Бартачкова, його мати
- Михайло Свєтін —  дід Габадей
- Глікерія Богданова-Чеснокова —  Канімура, його сестра  (2 серія)
- Віра Улик —  фрейліна
- Ізіль Заблудовський —  Коклюш, доктор всіх наук
- Георгій Штиль —  Дуршлаг, королівський кухар  (2 серія)
- Олександр Шевельов —  Ярабачек, приятель Гонзи
- Борис Улітін —  шинкар  (1 серія)
- Тетяна Яковлєва —  господиня харчевні  (2 серія)
- Михайло Боярський —  Люцифер
- Ростислав Катанський —  Вельзевул, старший обер-чорт, підручний Люцифера
- Сергій Заморєв —  1-й глашатай
- Анатолій Пузирьов —  2-й глашатай
- Ілля Альперович —  старий чорт  (2 серія)
- Ільяс Хасанов —  стражник
- Артисти Ленінградського театру музичної комедії —  чорти в пеклі

## Знімальна група

### Версія 1967 року
- Автор сценарію: Гліб Селянін, Йосип Ционський
- Режисер: Гліб Селянін
- Композитор: Ігор Цвєтков
- Художники: Костянтин Дмитраков, В. Попов, М. Герус, Тетяна Ураєвська
- Художник по костюмах: Г. Малюгіна
- Скульптор: М. Ясинська
- Ведучий оператор: І. Соболєв
- Оператори: А. Корінецький, Є. Уткін
- Звукорежисер: Валентина Єфімова, Євген Жиглинський
- Асистент режисера: Г. Улдукіс
- Редактор-організатор: Лілія Сєго
- Помічник режисера: А. Араштаєва
- Редактор: В. Ткачова

### Версія 1978 року
- Автор сценарію: Йосип Ционський
- Режисер-постановник: Гліб Селянін
- Ведучий оператор: Юрій Соколов
- Оператори: Вадим Берзін, Микола Муравйов, Анатолій Оношко
- Композитор: Ігор Цвєтков
- Балетмейстер: Юрій Мячин
- Художник: Наталія Плотникова
- Грим Роза Ревякіна
- Звукорежисер: Валентина Єфімова, Євген Жиглинський
- Звукооператор: Маргарита Брєдова
- Асистент режисера: Інна Артюшкова
- Помічник режисера: Лариса Соколова
- Інженери відеозапису: Наталія Іванова, Людмила Ігошина, Елла Лівшиць
- Редактор: Лілія Сєго